# 山口県道341号大嶺於福線
山口県道341号大嶺於福線（やまぐちけんどう341ごう おおみねおふくせん）は、山口県美祢市を通る一般県道である。

## 概要
美祢市大嶺町奥分から美祢市於福町上に至る。

### 路線データ
- 起点：美祢市大嶺町奥分（山口県道38号美祢油谷線交点）
- 終点：美祢市於福町上（国道316号交点）

## 歴史
- 1976年（昭和51年）12月24日 - 山口県告示第1,057号により認定される。

## 路線状況

### 重複区間
- 山口県道267号中ノ川於福停車場線（美祢市於福町上）

## 地理

### 通過する自治体
- 美祢市

### 交差する道路
| 交差する道路                                 | 交差する場所 | 交差する場所 |
| -------------------------------------------- | ------------ | ------------ |
| 山口県道38号美祢油谷線                       | 大嶺町奥分   | 起点         |
| 山口県道267号中ノ川於福停車場線 重複区間起点 | 於福町上     |              |
| 山口県道267号中ノ川於福停車場線 重複区間終点 | 於福町上     |              |
| 国道316号                                    | 於福町上     | 終点         |

### 交差する鉄道
- 美祢線

### 沿線
- 中国自然歩道
- 美祢市役所 於福出張所
- JR西日本美祢線 於福駅
- 美祢市立於福小学校